# Eriko Nakamura
Eriko Nakamura (中村 繪里子?, Nakamura Eriko; Saitama, 19 novembre 1981) è un'attrice, doppiatrice e cantante giapponese, affiliata con l'agenzia Arts Vision.
È principalmente conosciuta per i ruoli di Belgio nell'anime Hetalia Axis Powers e di Haruka Amami nell'anime e nel videogioco The Idolmaster. Nel 2014 è arrivata prima nel Newtype Anime Awards come miglior doppiatrice.

## Ruoli principali
Anime
- Ben-Tō: Chapatsu
- Gintama: Matsuko
- Hetalia Axis Powers: Belgium
- Hoshizora e kakaru hashi: Ui Nakatsugawa
- The Idolmaster: Hamzō; Haruka Amami
- The Idolmaster: Live For You!: Haruka Amami
- Oniichan no Koto Nanka Zenzen Suki Janain Dakara ne—!!: Haruka Katō
- Popotan: Studente
- Shin Koihime musō: Enjutsu
- Shin Koihime musō: Otome tairan: Enjutsu
- Shinigami no Ballad: momo the girl god of death: Sawako
- Walkure Romanze: Noel Marres Ascot
- Caligula: Mirei

Videogiochi
- Prinny: Can I Really Be the Hero?: Paprika
- Prinny 2: Dawn of Operation Panties, Dood!: Asagi Kurosugi
- Luminous Arc 3: Eyes: Eruru
- Akiba's Trip: Mana Kitada
- Akiba's Trip: Undead & Undressed: Shion Kasugai
- Hoshizora e kakaru hashi: Ui Nakatsugawa
- The Idolmaster: Haruka Amami
- The Idolmaster 2: Haruka Amami
- Tetsudou Musume DS ~Terminal Memory~: Mana Kamaishi
- Floral Flowlove: Kano Mihato
- Aiyoku no Eustia  Licia de novus Yurii
- Holy Breaker! -The Witch Betrayed Blue Moon Wicca
- Dungeon Travelers 2: The Royal Library & the Monster Seal: Monica Macy
- Freedom Wars: Beatrice "Lily" Anastasi